# Риверсајд (Мериленд)
Риверсајд (енгл. Riverside) насељено је место без административног статуса у америчкој савезној држави Мериленд.

## Демографија
По попису из 2010. године број становника је 6.425, што је 297 (4,8%) становника више него 2000. године.
| Група             | 2000.         | 2010.         |
| Белци             | 4.776 (77,9%) | 3.984 (62,0%) |
| Афроамериканци    | 931 (15,2%)   | 1.592 (24,8%) |
| Азијати           | 97 (1,6%)     | 235 (3,7%)    |
| Хиспаноамериканци | 197 (3,2%)    | 413 (6,4%)    |
| Укупно            | 6.128         | 6.425         |